# Trichogramma chilonis
Trichogramma chilonis is een vliesvleugelig insect uit de familie Trichogrammatidae. De wetenschappelijke naam is voor het eerst geldig gepubliceerd in 1941 door Ishii.